# Copa del Món Femenina de Futbol de 2003
La Copa Mundial Femenina de Futbol 2003 va ser la quarta edició del torneig. Tot i estar previst celebrar-la a la Xina, es va disputar als Estats Units per l'epidèmia de grip aviària. Els Estats Units ja havien sigut l'amfitrió del anterior Mundial, en 1999. La Xina va ser compensada amb l'organització de la següent edició, en 2007.
Alemanya va guanyar el seu primer Mundial al derrotar a Suècia a la pròrroga amb un gol d'or.

## Classificació

### UEFA
- Competien a una 2a divisió, sense possibilitat de classificació: Austria, Bèlgica, Belarús, Bòsnia, Croàcia, Escòcia, Eslovàquia, Estònia, Gal·les, Grècia, Hongria, Rep. d'Irlanda, Israel, Moldàvia, Polònia, Romania, Turquia, Iugoslàvia.

|              | Grup A       | Grup B         | Grup C        | Grup D             |
| ------------ | ------------ | -------------- | ------------- | ------------------ |
| 1a div. - 1r | (16) Noruega | (15) Suècia    | (11) Rússia   | (18) Alemanya      |
| 1a div. - 2n | (12) França  | (15) Dinamarca | (09) Islàndia | (08) Anglaterra    |
| 1a div. - 3r | (07) Ukraïna | (03) Suïssa    | (07) Itàlia   | (04) Països Baixos |
| 1a div. - 4t | (00) Txèquia | (03) Finlàndia | (06) Espanya  | (04) Portugal      |

- 1r Play-off: França 3-1 Dinamarca, Anglaterra 3-2 Islàndia
- 2n Play-off: França 2-0 Anglaterra

### AFC
|    | Grup A              | Grup B         | Grup C         |
| -- | ------------------- | -------------- | -------------- |
| 1r | (10) Corea del Nord | (12) Japó      | (9) China      |
| 2n | (10) Corea del Sud  | (07) Myanmar   | (6) Vietnam    |
| 3r | (06) Tailàndia      | (07) Taiwan    | (3) India      |
| 4t | (03) Hong Kong      | (03) Filipines | (0) Uzbekistan |
| 5è | (00) Singapur       | (00) Guam      |                |

- 1r Play-off: Corea del Nord 3-0 Japó, China 3-1 Corea del Sud
- Repesca: Corea del Sud 1-0 Japó

### CONCACAF
- Eliminats a la 1a fase prèvia: Bahamas, Dominica, Rep. Dominicana, El Salvador, Guatemala, Honduras, Isles Vírgens Americanes, Puerto Rico, Santa Lucia.
- Eliminat a la 2a fase prèvia: Surinam.

|    | Grup A                | Grup B         |
| -- | --------------------- | -------------- |
| 1r | (9) Estats Units      | (9) Canadà     |
| 2n | (6) Mèxic             | (6) Costa Rica |
| 3r | (3) Panamà            | (3) Haiti      |
| 4t | (0) Trinitat i Tobago | (0) Jamaica    |

- Play-off: Canadà 2-0 Mèxic, Estats Units 7-0 Costa Rica
- Repesca: Mèxic 4-1 Costa Rica

### Play-off AFC-CONCACAF
| Clas. | Japó (4-2)  |
| Elim. | Mèxic (2-4) |

### CAF
- Eliminats a la 1a fase prèvia: Costa de Marfil, Eritrea, Guinea Equatorial i São Tomé i Príncipe.
- Eliminats a la 2a fase prèvia: RD Congo, Gabon, Morocco, Tanzània, Senegal, Uganda i Zàmbia.

|           | Grup A      | Grup B         |
| --------- | ----------- | -------------- |
| F.G. - 1r | (9) Ghana   | (7) Sud-àfrica |
| F.G. - 2n | (6) Nigèria | (4) Camerun    |
| F.G. - 3r | (1) Mali    | (1) Angola     |
| F.G. - 4t | (1) Etiòpia | (1) Zimbabwe   |

- Play-offs: Ghana 3-2 Camerun (pr.), Nigèria 5-0 Sud-àfrica

### CONMEBOL
- Eliminats a la fase prèvia: Bolivia, Chile, Ecuador, Paraguai, Uruguai, Venezuela.

| 1r | (9) Brasil    |
| 2n | (4) Argentina |
| 3r | (3) Colombia  |
| 4t | (1) Perú      |

### OFC
| 1r | (12) Austràlia         |
| 2n | (09) Nova Zelanda      |
| 3r | (06) Papua Nova Guinea |
| 4t | (03) Samoa             |
| 5è | (00) Isles Cook        |

## Fase de grups
|    | Grup A             | Grup B            | Grup C        | Grup D        |
| -- | ------------------ | ----------------- | ------------- | ------------- |
| 1r | (9) Estats Units   | (7) Brasil        | (9) Alemanya  | (7) Xina      |
| 2n | (6) Suècia         | (6) Noruega       | (6) Canadà    | (6) Rússia    |
| 3r | (3) Corea del Nord | (4) França        | (3) Japó      | (3) Ghana     |
| 4t | (0) Nigèria        | (0) Corea del Sud | (0) Argentina | (1) Austràlia |

## Eliminatòries finals
|  | Quarts de final | Quarts de final |                |        | Semifinals   | Semifinals  |  |  | Final | Final |
|  |                 |                 |                |        |              |             |  |  |       |       |
|  |                 |                 |                |        |              |             |  |  |       |       |
|  |                 |                 |                |        |              |             |  |  |       |       |
|  | Estats Units    | 1               |                |        |              |             |  |  |       |       |
|  | Estats Units    | 1               |                |        |              |             |  |  |       |       |
|  | Noruega         | 0               |                |        |              |             |  |  |       |       |
|  | Noruega         | 0               | Estats Units   | 0      |              |             |  |  |       |       |
|  |                 |                 | Estats Units   | 0      |              |             |  |  |       |       |
|  |                 | Alemanya        | 3              |        |              |             |  |  |       |       |
|  | Alemanya        | Alemanya        | 3              | 7      |              |             |  |  |       |       |
|  | Alemanya        |                 |                | 7      |              |             |  |  |       |       |
|  | Rússia          | 1               |                |        |              |             |  |  |       |       |
|  | Rússia          | 1               | Alemanya (pr.) | 2      |              |             |  |  |       |       |
|  |                 |                 | Alemanya (pr.) | 2      |              |             |  |  |       |       |
|  |                 | Suècia          | 1              |        |              |             |  |  |       |       |
|  | Brasil          | Suècia          | 1              | 1      |              |             |  |  |       |       |
|  | Brasil          |                 |                | 1      |              |             |  |  |       |       |
|  | Suècia          | 2               |                |        |              |             |  |  |       |       |
|  | Suècia          | 2               | Suècia         | 2      | Tercer lloc  | Tercer lloc |  |  |       |       |
|  |                 |                 | Suècia         | 2      | Tercer lloc  | Tercer lloc |  |  |       |       |
|  |                 | Canadà          | 1              |        |              |             |  |  |       |       |
|  | Xina            | Canadà          | 1              | 0      | Estats Units | 3           |  |  |       |       |
|  | Xina            |                 |                | 0      | Estats Units | 3           |  |  |       |       |
|  | Canadà          | 1               |                | Canadà | 1            |             |  |  |       |       |
|  | Canadà          | 1               |                |        | 1            |             |  |  |       |       |
|  |                 |                 |                |        |              |             |  |  |       |       |
|  |                 |                 |                |        |              |             |  |  |       |       |

## Premis
| Baló d'or | Birgit Prinz |
| Bota d'or | Birgit Prinz |
| Fair Play | Xina         |

### Màximes goletjadores
| 7 | Prinz      |           |         |          |       |      |          |          |
| 4 | Garefrekes | Kátia     | Meinert |          |       |      |          |          |
| 3 | Latham     | Ljungberg | Marta   | Mellgren | Otani | Sawa | Sinclair | Svensson |

### Equip ideal
| Portera      | Rottenberg |         |         |          |
| Defenses     | Wang       | Minnert | Fawcett |          |
| Migcampistes | Wiegmann   | Moström | Boxx    |          |
| Davanteres   | Hooper     | Meinert | Prinz   | Svensson |